# Justin Tranter
Justin Tranter (* 16. června 1980) je americký zpěvák a skladatel. V letech 1994 až 1998 studoval na Chicago Academy for the Arts a následně na Berklee College of Music. V letech 2006 až 2014 byl členem rockové skupiny Semi Precious Weapons. Ta v letech 2009 až 2011 předskakovala zpěvačce Lady Gaga. V roce 2012 se Tranter přestěhoval do Los Angeles a začal se věnovat psaní písní pro jiné interprety. Jeho písně tak nahráli například Kelly Clarkson, Justin Bieber, Britney Spears a Gwen Stefani. Často spolupracuje s Julií Michaels. Je gay.